# Warfield, Kentucky
Warfield är en ort i Martin County i delstaten Kentucky, USA.